# Sportradio.ch

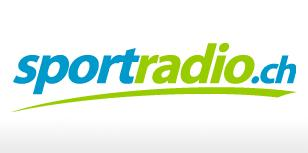
Logo von sportradio.ch

sportradio.ch war ein Schweizer Internetradio, das sich auf Sport-Liveberichterstattungen spezialisiert hatte.

## Unternehmen
sportradio.ch wurde im Dezember 2003 von Adrian Fetscherin gegründet, sendete ab 29. Januar 2004 und war seinerzeit das erste nationale Sportradio. Ab 2. Juli 2005 wurde sportradio.ch durch sporttv.ch ergänzt (einer Internetfernsehstation). Die Angebote waren kostenfrei und sollten über Werbung finanziert werden. Bei sporttv.ch und sportradio.ch arbeiteten vorwiegend freie Mitarbeiter, die zum Teil auch bei anderen Schweizer Radiostationen tätig waren. Hauptsitz des Unternehmens war Zürich, in der Nähe von Hardturm- und Letzigrundstadion.

## Radio
Je nach Sportart und Veranstaltung konnten die Übertragungen im Fernseh- oder Radioformat konsumiert werden. Im Radioformat wurde vor allem über Fussball- und Eishockey-Spiele berichtet, aber auch Ski- und Rad-Events, da die entsprechenden Bildrechte zu teuer bzw. schon an andere Medien vergeben waren. Grundsätzlich wurde über jedes Fussball- und Eishockeyspiel der obersten nationalen Liga live berichtet.

## Fernsehen

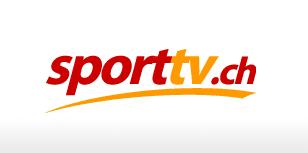
Logo von sporttv.ch

Im TV-Format wurden vorwiegend Sportarten und -anlässe übertragen, die üblicherweise keine grosse Medienpräsenz genossen. So hatte sporttv.ch unterdessen schon Anlässe aus den Bereichen Leichtathletik, Pferderennen, Segeln, Triathlon, Unihockey und Volleyball ausgestrahlt. Zudem produzierte sporttv.ch seit November 2005 ein eigenes tägliches TV-Magazin mit dem Namen "sporttv.ch-täglich". In dieser moderierten Sendung gab es an den Wochenenden meist Interviews zu den auf sportradio.ch übertragenen Anlässen. Unter der Woche wurden Beiträge zu vielen anderen Sportarten, zum Beispiel auch schon zum Seifenkistenrennen, produziert.
Ab Juli 2006 produzierte sporttv.ch auch das 30-minütige TV-Magazin des FC Zürich. Die Sendung erschien einmal wöchentlich dienstags auf www.fcz.ch und sporttv.ch und enthielt einen Talk und diverse Hintergrundberichte.

## Schliessung
Nachdem Sportradio und Sporttv von der Swisscom-Tochter Cinetrade AG aufgekauft worden waren und deren Gründer Adrian Fetscherin als Sportchef zum Teleclub gewechselt war,  wurden beide ohne grösseres Aufsehen im Juni 2008 geschlossen. Die Swisscom erhoffte sich durch die Streichung, dass die Nutzer des Angebots vermehrt auf kostenpflichtige mobile Angebote und den Teleclub umsteigen würden.

## Auszeichnungen
- 2006: Beste Sport-Website der Schweiz für sportradio.ch/sporttv.ch durch Internetmagazin anthrazit[6]